# 山元賢治
山元 賢治（やまもと けんじ、1959年- ）は、日本の実業家、経営コンサルタント。EMC日本法人副社長、Apple Computer日本法人代表取締役社長を経て、コミュニカ代表取締役CEO。

## 人物・経歴
大阪府生まれ。大阪府立市岡高等学校を経て、1983年神戸大学工学部システム工学科卒業、日本アイ・ビー・エム入社。1995年日本オラクル入社。1999年EMCジャパン入社。2001年EMCジャパン副社長。2002年日本オラクル取締役専務執行役員。
2004年からApple Computerセールス担当バイスプレジデント兼Apple Computer日本法人代表取締役社長を務め、iPhoneの日本市場への投入や、iPodビジネスの立ち上げなどを行った。2009年にコミュニカを設立し、同社代表取締役CEOとして経営コンサルティングや投資などを手掛ける。

## 著書
- 『社長の値打ち : 企業価値向上論講義』（佐山展生編著 ,共著）日本経済新聞出版社 2010年
- 『ハイタッチ : 成功する人の働き方のルール』日本経済新聞出版社 2010年
- 『外資で結果を出せる人出せない人』日本経済新聞出版社 2011年
- 『世界でたたかう英語 : アップル・ジャパン前社長のポンコツ英語反省記』（小西麻亜耶と共著）ディスカヴァー・トゥエンティワン 2012年
- 『選ばれ続けるリーダーの条件』中経出版 2013年
- 『「これからの世界」で働く君たちへ : 伝説の元アップル・ジャパン社長の40講義』ダイヤモンド社 2013年
- 『熱を注いで、働く : 私はアップル、IBM、オラクルで「本気で生き抜く」ことを学んだ』大和書房 2014年
- 『答えを探さない覚悟 : 人生に迷っている君に伝えたい、45のメッセージ : THERE IS NO ANSWER IN OUR FUTURE.』総合法令出版 2014年
- 『人生を変える英語力 = Design Your English & Life : 「そろそろ英語をなんとかしたい」に応える革命的メソッド 』（小西麻亜耶と共著）大和書房 2016年